# Ансамбль Христа Спасителя и Мать Сыра Земля
«Ансамбль Христа Спасителя и Мать Сыра Земля» (АХСиМСЗ) — российский музыкальный коллектив, основанный в 2007 году в Твери. Музыка группы представляет собой пародию на фундаменталистские и ультраправые идеологии и определяется самими её участниками как «радикальный политический хардкор».

## Общая информация
Группа состоит из четырёх участников, каждый из которых выступает в определённом сценическом образе: гитарист Алексей Глухов изображает русского неонациста, певица выступает под псевдонимом Таня Война, персонаж Мать Сыра Земля характерным старческим голосом начитывает тексты-проклятия (первоначально на их местах были Ксения Гитлер и Старуха Изергиль соответственно), а с 2011 года в группе играет на барабанах Игорь К (до этого на альбомах звучала драм-машина).
Первоначальный состав группы существовал с 2007 по 2018 год. После ухода из группы, Александр Константинов (Старуха Изергиль) создал проект BABOOSHKA, который во многом продолжает традиции предыдущего.
Музыка «Ансамбля Христа Спасителя» — это, по определению музыкального журналиста Александра Горбачёва, «апология предельно узколобой ксенофобии, бытового ультраправого экстремизма, исполненная в максимально плохом звуке». Песни, компилирующие и доводящие до гротескной формы элементы разнообразных фундаменталистских идеологий, «посвящены примерно тому, что всех неправославных, нерусей, евреев и прочую нечисть нужно как можно скорее уничтожить, по телевизору показывают разврат и порнографию, православный террор — это хорошо, фашизм — это хорошо, Сталин — это хорошо, Путин — это Христос». По словам А. Константинова, «исполнение пародийное, травестированное, поёт все это абсолютно съехавшая старуха, мой персонаж. Совершенно мракобесное существо, таких Вася Ложкин рисует». ИАЦ «Сова» отмечает, что в песнях «Ансамбля Христа Спасителя» сатира и искренние высказывания смешаны, а сама группа популярна в том числе и в ультраправой среде.
Задолго до образования АХС и МСЗ Александр Константинов и Алексей Глухов работали над проектом NEOIZERGIL, который был очень похож на АХС и МЗС по стилистике и тематике песен.

## Запрет песен в России
Песни группы, несмотря на сатирический характер, регулярно вносятся в Федеральный список экстремистских материалов: «Синагога» (п. 2443), «Ломая полумесяц» (п. 2654), «Сердцу не прикажешь», «Распни этих всех депутатов», «Торговцы богом» (п. 3011), «Резать их сытые рожи» (п. 3230), «Евреи» (п. 3237), «Коллайдер» (п. 4340), «Убивай космонавтов» (п. 4342). В 2017 году 61-летний житель Чебоксар был приговорён к 2,5 годам лишения свободы условно за публикацию песен группы. Был полностью запрещён альбом «Лай грядущего холокоста».
В конце 2021 года в списке экстремистских материалов находились 19 композиций и пять видеоклипов группы. В 2022 году список решением Центрального районного суда Барнаула пополнился песней «Лицо твоего президента», в которой сатирически высмеиваются высказывания националистов о приезжих.

## Дискография

### Студийные альбомы
- 2007 — Осатаневшая Праведность
- 2007 — Ксенофобия
- 2007 — Ангелы шовинизма
- 2007 — Взрыв Православной Анархии
- 2007 — Правда силы
- 2008 — Лай грядущего Холокоста
- 2009 — Бог простит
- 2011 — Слава демократии
- 2011 — Мы близко!
- 2011 — Наш разгневанный Содом
- 2014 — Люби Президента
- 2016 — Сквозь небесную твердь
- 2016 — Нам по**ть
- 2017 — Легионы Президента
- 2018 — Наш Бог — Президент
- 2018 — Стой на своём
- 2019 — Опьянение рабством
- 2020 — Третья Мировая: Полицейский Ад
- 2021 — Задорные танцы в намордниках
- 2023 — Отрицательный Отбор
- 2025 — Жернова Катаморфоза

### Синглы и EP
- 2012 — Совесть (мини-альбом)
- 2018 — ККК (сингл, кавер на Ника Рок-н-ролла)
- 2018 — Кровавая осень (сингл, кавер на Константина Ступина)
- 2018 — Не убивай космонавтов! (сингл)
- 2018 — Наши иконы (сингл, перезапись)
- 2018 — Синагога (Толерантная) (сингл)
- 2018 — Бог не указ (макси-сингл)
- 2018 — Наши иконы (макси-сингл)
- 2019 — Пенсионная реформа, come on! (мини-альбом)[7]

### Сборники, сплиты, бутлеги
- 2014 — Нет никакой Украины (официальный бутлег)
- 2016 — Молилась (сплит с группой Аборт Мозга)
- 2018 — Мы придём за тобой (сборник каверов)
- 2018 — Б.Ш.Ш. (совместно с Овсянкиным)
- 2018 — Мой Крым (совместно с группами JustDrunk и Синдром Живого трупа)
- 2018 — Наши иконы самые красивые (компиляция на компакт-кассете)
- 2024 — Коричневая пуговка (совместно с GVOZDI KAA)